# 羅克斯伯勒 (北卡羅萊納州)
羅克斯伯勒（英語：Roxboro）是一個位於美國北卡羅萊納州珀森縣的城市，為珀森縣之縣治。

## 人口
根據2020年美國人口普查的數據，羅克斯伯勒的面積為18.49平方千米，當中陸地面積為18.47平方千米，而水域面積為0.02平方千米。當地共有人口8134人，而人口密度為每平方千米440人。